# Notsodipus upstart
Notsodipus upstart là một loài nhện trong họ Lamponidae. Loài này được phát hiện ở Queensland.